# Полична (Підляське воєводство)
Полична (Полічна, пол. Policzna) — село в Польщі, у гміні Кліщелі Гайнівського повіту Підляського воєводства. Населення — 162 особи (2011).

## Історія
За припущенням історика Юрія Гаврилюка засноване близько 1560 року. У 1639 році в Поличній налічувалося 40 господарств осочників, які стерегли Біловезьку пущу.
У 1975—1998 роках село належало до Білостоцького воєводства.

## Демографія
Демографічна структура станом на 31 березня 2011 року:
|          | Загалом | Допрацездатний вік | Працездатний вік | Постпрацездатний вік |
| -------- | ------- | ------------------ | ---------------- | -------------------- |
| Чоловіки | 84      | 9                  | 53               | 22                   |
| Жінки    | 78      | 11                 | 25               | 42                   |
| Разом    | 162     | 20                 | 78               | 64                   |